# Der Affe als Mensch

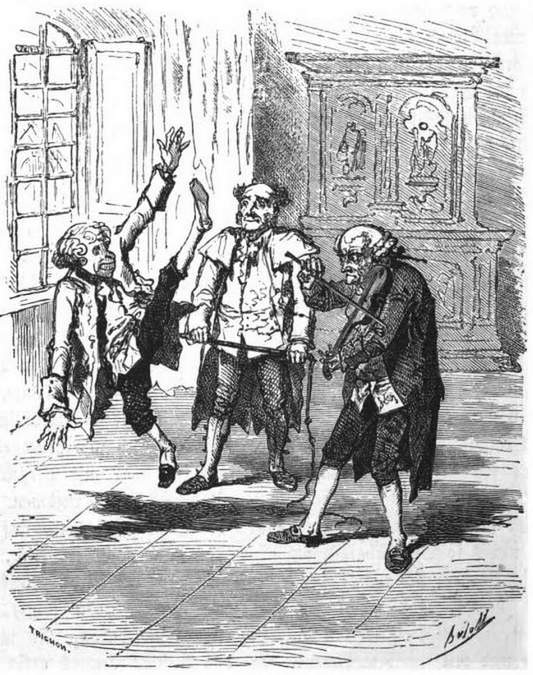
Der Affe erhält Tanzstunden. Illustration von Bertall

Der Affe als Mensch ist der Titel einer Gesellschaftssatire Wilhelm Hauffs über die Bewunderung eines auf menschliches Verhalten dressierten Affen durch die Bürger eines fränkischen Städtchens. Der Text erschien 1826 als Binnenerzählung der Märchensammlung Der Scheik von Alessandria und seine Sklaven.

## Überblick
Ein Fremder lässt sich im Städtchen Grünwiesel nieder, lebt dort zurückgezogen und gilt als Sonderling. Nach einigen Jahren stellt er den Bürgern seinen Neffen vor, angeblich einen jungen Engländer, der ihm von den Eltern zur Erziehung anvertraut worden ist. Sein Mündel ist jedoch ein Orang-Utan, den er einem Wanderzirkus abgekauft und in harter Dressur einigermaßen gesellschaftsfähig erzogen hat. Seine Entgleisungen in den Salons werden als Eigenarten eines Engländers entschuldigt, von den Frauen bewundert und von den jungen Männern nachgeahmt. Zum Eklat kommt es bei einem Konzertabend. Er soll als Sänger auftreten, tobt aber durch den Saal. Man fängt ihn ein und gibt ihn einem Naturkundler für sein Tiergehege. Der Fremde ist zuvor abgereist. In einem Brief erklärt er den Affen-Scherz als Lehre für die Borniertheit der Kleinstädter.

## Inhalt

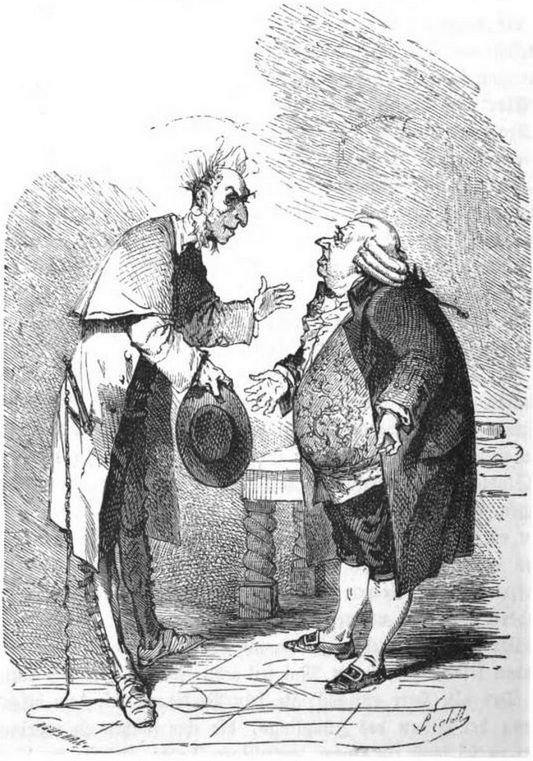
Der Fremde besucht den Bürgermeister.

Grünwiesel ist ein typisches Biedermeierstädtchen: Um den Marktplatz sind die Häuser der Honoratioren und Bürger angeordnet. Jeder kennt jeden und Neuigkeiten sprechen sich schnell herum. Eines Tage lässt sich ein Fremder in der Stadt nieder. Man ist neugierig auf ihn und lädt ihn zum Kaffee oder zu den Treffen im Wirtshaus oder auf der Kegelbahn ein, doch er lässt sich entschuldigen, lebt in seinem Haus ohne gesellschaftliche Kontakte und wird deshalb für einen entweder verrückten oder jüdischen oder hexenden Sonderling gehalten und „der fremde Herr“ genannt.
Zehn Jahre später gastiert ein Wanderzirkus in der Stadt und führt Tierdressuren mit einem tanzenden Bären, mit Hunden in Menschenkleidern und einem Orang-Utan auf. Nach Abzug der Artisten reist ihnen der Fremde nach und kommt zusammen mit einem Begleiter, den er als seinen Neffen ausgibt, zurück. Da der Torwächter in dessen breiter Aussprache das Wort „Goddam“ erkannt haben will, geht man davon aus, einen jungen Engländer in der Stadt zu haben. Wie sein Onkel lebt er verborgen im Haus, aus dem jetzt allerdings Geschrei und Lärm auf die Straße dringen. Da Passanten durch die Fenster sehen, wie der Fremde seinen Neffen mit einer Reitpeitsche verprügelt, stellt der Bürgermeister ihn zu Rede. Der Onkel erklärt ihm sein Vorgehen als Erziehungsmaßnahme, weil sein ihm von den Eltern anvertrauter Zögling nicht die deutsche Sprache lernen will. Dies sei aber notwendig, um in der Gesellschaft zu verkehren. Die Bürger haben Verständnis für diese Bestrafung und ändern ihre Meinung über den bisherigen Außenseiter. Nach einem Vierteljahr engagiert der Fremde einen französischen Tanzmeister, der dem jungen Mann seine fratzenhaften Sprünge abgewöhnen soll. Er macht Fortschritte und wird bei unartigen Rückfällen, wenn er z. B. dem Lehrer seine zierlichen Tanzschuhe an den Kopf wirft und auf allen Vieren durchs Zimmer hetzt, durch eine schnallenartige Halsbinde gezähmt. Die Situation verbessert sich, als ein Stadtmusikant engagiert wird und der unermüdliche Tänzer seinen, die Rolle der Dame spielenden, Meister zur Erschöpfung treibt.
Nach Abschluss dieser Etappe scheint der Neffe gesellschaftsfähig zu sein und begleitet seinen Onkel in einer Kutsche zu den Besuchen bei den Honoratioren. Die jungen Frauen freuen sich auf den flinken Tänzer. Der stets ein wenig lächelnde alte Herr wird jetzt als ein sehr vernünftiger Mann wahrgenommen. Der Jüngling bezaubert alle und gewinnt die Herzen. Sein bräunlicher Teint, seine gelegentlichen Grimassen und fletschenden Zähne und das Herumfläzen auf dem Sofa gelten als Genialität: „Er ist ein Engländer […] so sind sie alle.“ Auch bei geselligen Herrenrunden imponiert der Gast: beim Kegeln, Schach- und Kartenspiel, bei dem er viel Geld verliert, was für einen reichen Engländer kein Grund zur Aufregung sei. Ärgerlich ist für die Gesellschaft nur, dass der Engländer in gebrochenem Deutsch überzeugt ist, alles über Krieg und Frieden besser zu wissen und tiefe politische Kenntnisse zu besitzen. Der Erzähler kommentiert das Ansehen des Neffen verwundert, eigentlich habe der junge Mann außer dem Tanzen nichts gelernt, und dies wird auch vom Pfarrer bemerkt. Trotzdem finden die Bürger alles trefflich, was er tut.
Im Winter steigern sich die Auftritte des Engländers. Er zeigt sich in der Gesellschaft blasiert und steht im Mittelpunkt, selbst wenn er zu einer vernünftigen Äußerung schlecht formuliert etwas Törichtes bemerkt. Mit einer großen Brille tritt er als Dichter auf und liest Sonette vor, die rauschenden Beifall finden, obwohl einige Zuhörer sie ohne Sinn finden. Er holt, ohne zu fragen, die Damen auf die Tanzfläche und ist durch seine kühnen und zierlichen Sprünge der Ballkönig. Sein erfolgreiches unkonventionelles Verhalten imponiert den jungen Männern und regt sie zur Nachahmung an. Sie halten sich nicht mehr an die Anstandsregeln, verlieren die Achtung vor den Älteren, singen rohe Lieder, rauchen und treiben sich auf den Plätzen und Straßen und in den Kneipen herum.
Ein Ende findet diese Entwicklung auf einem die Wintervergnügen abschließenden Konzert, bei dem die musischen Frauen und Männer des Städtchens als Musikanten und Sängerinnen auftreten. Der Fremde schlägt vor, dass sein Mündel mit der Tochter des Bürgermeisters ein Duett singt. Am Abend lässt sich der alte Herr wegen einer Erkrankung entschuldigen und rät dem Bürgermeister, bei einer Entgleisung seines Neffen, dessen Halsbinde zu lösen. Das Konzert verläuft nach Plan, doch als das Duett beginnt, hält sich der Sänger nicht an die Noten und wirft dem ihn ermahnenden Organisten seine Schuhe an den Kopf. Der verzweifelte Bürgermeister löst das Halstuch und entfesselt so den Jüngling: Er zieht Perücke und Handschuhe ab, entblößt sein braunes Fell, tobt durch den Saal, wirft die Instrumente um und zerkratzt die Gäste. Schließlich fängt man ihn ein und fesselt ihn. Ein Naturkundler identifiziert ihn als Affen der Spezies „Homo Troglodytes Linnaei“ und kauft ihn für sein Naturalienkabinett. Die Bürger sind entsetzt darüber, dass sie sich so täuschen konnten. Der Fremde ist inzwischen abgereist. Ein hinterlassener Brief erklärt die ganze Aktion als einen für die Grünwieseler lehrreichen Scherz: Sie sollten niemanden zwingen, an ihrem Klatsch, ihren schlechten Sitten und an ihrem lächerlichen Wesen teilzunehmen.
Die Kleinstädter schämen sich, auf den Betrug hereingefallen zu sein, und die jungen Leute bessern sich und werden wieder artig und gesittet. Und wenn jemand sich schlecht benimmt, sagen sie: „Es ist ein Affe.“

## Form
Der Affe als Mensch ist in der Originalfassung des Märchen-Almanachs, die auch vier Texte anderer Autoren enthält, eine von acht Erzählungen innerhalb der Rahmengeschichte Der Scheik von Alessandra und seine Sklaven: Scheich Ali Banu schenkt jeweils am Jahrestag, als sein Sohn entführt worden ist, einigen Sklaven die Freiheit. Nach dem Muster orientalischer Märchensammlungen bedanken sie sich dafür mit Geschichten. Als Fünfter kommt ein Deutscher zum Vortrag. Weil er keine Erfahrung mit persischen Märchen hat, erzählt er ein Ereignis aus seiner Heimatstadt Grünwiesel. Nach Beendigung seines Vortrags verstärkt die Reaktion der Zuhörer die Lehre der Geschichte: Alle lachen über die sonderbaren Leute und die törichten Frauen in Grünwiesel, und ein Kaufmann kommentiert: „In Frankistan möchte ich nicht tot sein. […] für einen gebildeten Türken oder Perser müsste es schrecklich sein, dort zu leben.“